# Мансур Аль-Харбі
Мансур Атік Аль-Субхі Аль-Харбі (араб. منصور عتيق الصبحي الحربي; нар. 7 квітня 1987, Джидда) — саудівський футболіст, захисник клубу «Аль-Аглі».
Виступав, зокрема, за клуб «Аль-Аглі», а також національну збірну Саудівської Аравії.

## Клубна кар'єра
У дорослому футболі дебютував 2007 року виступами за команду «Аль-Аглі», кольори якої захищає й донині.

## Виступи за збірну
5 лютого 2009 року Мансур Аль-Харбі дебютував у складі збірної Саудівської Аравії у товариському матчі проти команди Таїланду, вийшовши у стартовому складі. 14 жовтня 2012 року він забив свій перший гол за національну команду, реалізувавши на п'ятій доданій до основного часу матчу пенальті, чим приніс саудівцям вольову домашню перемогу у товариській грі зі збірною Республіки Конго.
Мансур Аль-Харбі виступав за Саудівську Аравію в матчах Кубка арабських націй 2012 року, зайнявши з командою 4 місце на турнірі, та Кубка націй Перської затоки 2013 року, де саудівці не вийшли з групи.
У травні 2018 року був включений у заявку команди на чемпіонат світу 2018 року у Росії.

## Досягнення
- Чемпіон Саудівської Аравії: 2015/16
- Володар Кубку наслідного принца Саудівської Аравії: 2014/15
- Володар Саудівського кубка чемпіонів: 2011, 2012, 2016
- Володар Суперкубка Саудівської Аравії: 2016